# Gößnitz-Geraer Eisenbahn-Gesellschaft

Die Strecke der Gößnitz-Geraer Eisenbahn-Gesellschaft

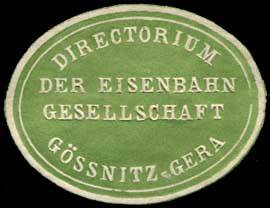
Siegelmarke der Gössnitz-Geraer Eisenbahn-Gesellschaft

Die Gößnitz-Geraer Eisenbahn-Gesellschaft war eine Eisenbahngesellschaft im heutigen Thüringen. Sie war Eigentümer und Betreiber der Bahnstrecke Gößnitz–Gera.

## Geschichte
Die 1863 gegründete Gößnitz-Geraer Eisenbahn-Gesellschaft stellte die erste Schienenverbindung des Herzogtums Sachsen-Altenburg mit dem Fürstentum Reuß jüngere Linie und seiner Residenzstadt Gera her. Gleichzeitig sollten damit auch die zu Sachsen-Altenburg gehörenden Industriestädte Schmölln und Ronneburg, wo die Gesellschaft ihren Sitz hatte, erschlossen werden.
Die Strecke wurde am 28. Dezember 1865 eröffnet; sie begann am Bahnhof Gößnitz der sächsischen Staatsbahnlinie von Leipzig nach Hof, die hier im Tal der Pleiße verläuft. In westlicher Richtung erreichte sie nach 35 Kilometern die Stadt Gera an der Weißen Elster, das seinerzeit nur mit Weißenfels eine Bahnverbindung besaß.
Die Gesellschaft erzielte in den ersten Jahren ihres Betriebes zufriedenstellende Einnahmen, vor allem aus dem Güterverkehr. Als jedoch nach etwa zehn Jahren neue Bahnstrecken entstanden waren, die große Teile des Frachtaufkommens von der Strecke abzogen, entschloss sich die Gesellschaft, mit den Königlich Sächsischen Staatseisenbahnen in Verkaufsverhandlungen einzutreten. Nach deren Abschluss wurden die Kgl. Sächs. Staatseisenbahnen am 1. Januar 1878 Eigentümer der Gößnitz-Geraer Eisenbahn.